# 高锝酸
高锝酸（HTcO4）是一种锝的含氧酸。它可以由七氧化二锝和水或氧化性酸（硝酸、浓硫酸、王水等）反应制得。它是一种暗红色易潮解的固体。它是一种强酸，很容易给出质子，使得在水溶液中几乎以高锝酸根的形式存在。
如果使用一种非常强的酸（例如浓硫酸）当作溶剂，可以得到高锝酸未被质子化的形态，以 TcO3(OH)(H2O)2 二水合物的形式存在。

## 制备
由七氧化二锝溶于水而成。
{\displaystyle {\ce {Tc2O7 + H2O -> 2 HTcO4}}}

## 性质
高锝酸的解离常数为 2.09 ± 0.18（25 °C）。这种酸对应的盐，高锝酸盐比高铼酸盐更能溶于水。